# Stiphrolamyra albibarbis
Stiphrolamyra albibarbis là một loài ruồi trong họ Asilidae. Stiphrolamyra albibarbis được Engel miêu tả năm 1928. Loài này phân bố ở vùng Cổ Bắc giới.